# أولاد الحلال (فلم)
مسلسل مصري انتج يوم 1/يناير /1978م.

## طاقم العمل

### أبطال الفيلم
- يونس شلبي
- جورج سيدهم
- صفاء أبو السعود
- سمير غانم
- حسن مصطفى
- نادية عزت
- وحيد سيف
- فاروق يوسف
- أحمد نبيل
- عدلي كاسب
- نجاح الموجي
- أحمد بدير
- جمال إسماعيل
- أحمد راتب
- علي الشريف
- حسين الشريف
- حسن مصطفى علي
- أحمد جمهورية
- الطوخي توفيق
- علي المعاون
- عبدالمنعم النمر
- أحمد أبو عبية

### الموسيقى
- فؤاد الظاهري (الموسيقى التصويرية)
- حلمي بكر (الألحان)
- حسين السيد   (الأغاني)
- سمير الطائر (الأغاني)
- صفاء أبو السعود (غناء)

### معمل
- استديو مصر (الطبع والتحميض)
- صلاح عبدالحليم (مدير المعامل)
- طلعت حما   (المراقبة الكيميائية)
- محمد الشاعر (مصحح الألوان)
- فؤاد رمضان   (رئيس المعمل)

### الصوت
- أندريا زنديلس (مهندس الصوت)
- جلال عبدالحميد   (م. صوت)
- جليلة الحريري   (م. صوت)
- محمد سليمان (م. صوت)

### إنتاج
- أفلام حسن الصيفي   (منتج)
- سيد علي (مدير الإنتاج)
- إبراهيم زكي (م. إنتاج)
- أفلام جلال. (الإنتاج)

### مونتاج
- صلاح عبدالرزاق   (مونتير)
- صلاح خليل   (مركب الفيلم)
- مارسيل صالح   (نيجاتيف)

### إخراج
- حسن الصيفي (مخرج)
- محمود الصيفي (مخرج مساعد)
- كمال الحمصاني   (ملاحظ سيناريو)

### ماكياج
- ميتشو   (ماكيير)
- منصور عبدالوهاب   (م. ماكيير)

### تصوير
- محمد عمارة   (مدير التصوير)
- فتحي إبراهيم   (م. مصور)

### توزيع
- أفلام البلجون (المؤسسة السعودية للسينما)   (التوزيع الخارجي)
- أفلام جلال   (التوزيع الداخلي)

### تأليف
- محمد أبو يوسف   (قصة وسيناريو وحوار)

### ديكور
- عباس صابر   (إكسسوار)